# Estado de Gibbs
Na teoria das probabilidades, o estado de Gibbs é freqüentemente reconhecido como o estado de equilíbrio satisfazendo as equações DLR. Ele é uma distribuição de probabilidade de equilíbrio que se mantém invariante sob a evolução futura do sistema. O estado leva o nome de Josiah Willard Gibbs, por conta do seu trabalho na determinação de propriedades de equilíbrio de conjuntos estatísticos. Gibbs se referiu a este tipo de conjunto estatístico como estando em "equilíbrio estatístico"